# Coutances
Coutances je naselje in občina v severozahodni francoski regiji Spodnji Normandiji, podprefektura departmaja Manche. Leta 1999 je naselje imelo 9.546 prebivalcev. 

## Geografija
Kraj leži v Normandiji 12 km od zahodne obale Cotentinskega polotoka.

## Administracija
Coutances je sedež istoimenskega kantona, v katerega so poleg njegove vključene še občine Cambernon, Bricqueville-la-Blouette, Courcy, Nicorps, Saussey in Saint-Pierre-de-Coutances z 12.429 prebivalci.
Naselje je prav tako sedež okrožja, v katerem se nahajajo kantoni Bréhal, Cerisy-la-Salle, Coutances, Gavray, la Haye-du-Puits, Lessay, Montmartin-sur-Mer, Périers, Saint-Malo-de-la-Lande in Saint-Sauveur-Lendelin s 76.861 prebivalci.

## Zgodovina
Kot središče galskega plemena Unelli se naselbina Constantia prvikrat omenja leta 298 za časa rimskega cesarja Konstancija Klora. Ozemlje okoli naselbine, imenovano pagus Constantinus, je kasneje postalo znano kot polotok Cotentin.
Naselbina je bila uničena v času invazije Normanov (866), ki so si kasneje tod ustvarili svoja naselja, celotni polotok pa je bil leta 933 vključen v Normansko vojvodstvo.
V času druge svetovne vojne, 17. julija 1944, je bil v bombnem napadu na Coutances prvikrat uporabljen napalm.

## Znamenitosti
- gotsko romanska katedrala Notre-Dame de Coutances iz 11. do 13. stoletja je ena glavnih zgradb normanske arhitekture, sedež škofa Coutancesa in Avranchesa,
- botanični vrt,
- umetnostni muzej.

## Pobratena mesta
- Ilkley (Združeno kraljestvo),
- La Pocatière (Kanada),
- Ochsenfurt (Nemčija),
- Saint-Ouen, Jersey (Združeno kraljestvo),
- Troina (Italija).